# Seilhac
Seilhac este o comună în departamentul Corrèze din centrul Franței. În 2009 avea o populație de 1.721 de locuitori.

## Evoluția populației
| An        | 1975  | 1982  | 1990  | 1999  | 2006  | 2009  |
| --------- | ----- | ----- | ----- | ----- | ----- | ----- |
| Populație | 1.319 | 1.440 | 1.540 | 1.635 | 1.765 | 1.721 |